# Heretic (jogo eletrônico)
Heretic (Herege, em inglês) é um jogo de fantasia sombria e tiro em primeira pessoa desenvolvido pela Raven Software, publicado pela id Software e distribuído pela GT Interactive em 1994.[carece de fontes?] O jogo foi lançado no Steam em 3 de agosto de 2007.
Utilizando uma engine modificada do Doom, Heretic foi um dos primeiros jogos com possibilidade de fazer o giro de vista, não somente horizontal como também vertical, além de manipular objetos. Também é característica deste jogo o fato de, quando um inimigo morre de maneira violenta, alguns objetos aparecerem no lugar dele. É notável que, além da música de fundo, o jogo também utiliza sons e ruídos como demônios rindo, água gotejando, e correntes se quebrando a fim de aprimorar o realismo do ambiente. Toda a música do jogo foi composta por Kevin Schilder.

## Enredo
Três irmãos (D'Sparil, Korax, e Eidolon), conhecidos como os "Cavaleiros da Serpente", usaram magias poderosas para possuir sete reis de Parthoris, transformando-os em fantoches sem auto-controle, e corrompendo seus exércitos. Os elfos Sidhe resistem as magias, e os Cavaleiros da Serpente os declaram hereges, iniciando uma guerra. Os Sidhe são forçados a tomar a drástica medida de cortar o poder natural dos reis, destruindo-os junto com seus exércitos, mas ao custo de diminuir o poder dos próprios elfos, dando aos Cavaleiros da Serpente uma vantagem para matar os anciões. Enquanto os Sidhe recuam, um elfo sai em busca de vingança contra o mais fraco dos três cavaleiros, D'Sparil.

### Ambientação
A versão original de Heretic é composta por três episódios, com uma edição especial, "Heretic: Shadow of the Serpent Riders" (A Sombra dos Cavaleiros de Serpente), incluindo mais dois episódios. Os episódios originais são: "A Cidade dos Condenados" (City of Damned), onde o jogador é colocado diante de uma cidade medieval tomada por demônios; "O Âmago do Inferno" (Hell's Maw), que se passa dentro de um vulcão em uma ilha remota, transformada em um tipo de inferno e "A Cúpula de D'Sparil" (The Dome of D'Sparil), situada em uma cidade nas profundidades abissais do oceano, que são circundadas por cúpulas de cristal. Ao final deste último episódio, o jogador é colocado frente a frente com D'Sparil, o primeiro Cavaleiro da serpente e vilão princípal de Heretic.
O quarto episódio, que existe somente na edição especial, chama-se "O Ossuário" (The Ossuary), uma região cheia de ruínas de um mundo conquistado pelos cavaleiros de serpente séculos atrás. O quinto e último episódio, "O Domínio Estagnado" (The Stagnant Demesne), se passa na fortaleza onde D'Sparil nasceu e viveu. A última fase do jogo se passa num salão de julgamento coberto por metais.

## Desenvolvimento
Como Doom, Heretic foi desenvolvido no NeXTSTEP. John Romero ajudou os desenvolvedores a configurar seus computadores, e os ensinou a usar as ferramentas da id Software, assim como a engine Doom.

## Relançamento
Em 7 de agosto de 2025. A Bethesda Softworks relançou Heretic e Hexen em um pacote chamado Heretic + Hexen, desenvolvido por Id Software e Nightdive Studios. Para as plataformas de Microsoft Windows, Xbox One, Xbox Series X/S, PlayStation 4, PlayStation 5 e Nintendo Switch. O jogo também foi disponibilizado para membros selecionados do Xbox Game Pass para PC Game Pass e Game Pass Ultimate.

### Shadow of the Serpent Riders
A versão original de Heretic só foi disponibilizada através de registro, e teve três episódios. A versão de varejo, Heretic: Shadow of the Serpent Riders, foi distribuída pela GT Interactive em 1996, e possuía os três episódios originais e dois episódios extras.

### Código fonte
Em 11 de janeiro de 1999, o código fonte da engine do jogo foi publicada pela Raven Software sob uma licença que garantia direitos para usos não comerciais, posteriormente sendo re-lançada sob a licença GNU em 4 de setembro de 2008. Isso resultou em ports para Linux, Amiga, Atari, e outros sistemas operacionais, além de atualizações para que a engine utilizasse aceleração 3D.

## Recepção
Heretic recebeu críticas mistas, com uma nota agregada de 62% na GameRankings e 78% na PC Zone. Heretic e Hexen venderam um total combinado de quase 1 milhão de unidades até agosto de 1997.
A Maximum afirmou que o jogo era muito parecido com Doom, e que seu lançamento na Europa ter acontecido depois de Hexen e pouco antes de Quake tornou-o de certa forma desatualizado. De toda maneira, a crítica considerou o jogo bastante polido e uma boa compra, destacando em particular os dois episódios adicionais, afirmando que ofereciam um desafio satisfatório até para veteranos em jogos de tiro em primeira pessoa.
Em 1996, a Computer Gaming World colocou "ser transformado em galinha" na terceira posição da sua lista de "15 melhores jeitos de morrer em jogos de computador".
A Next Generation avaliou a versão para PC, e afirmou que "se você só irá comprar um jogo de ação nos próximos meses, este é o jogo".

## Ligações Externas
- Site oficial da Raven Software
- Sites oficiais da Raven-games